# Wojciech Łuszczykiewicz
Wojciech Łuszczykiewicz (ur. 28 lutego 1979 w Łodzi) – polski piosenkarz, gitarzysta, kompozytor, autor tekstów piosenek i dziennikarz, wokalista zespołu Video oraz były wokalista grupy Superpuder.

## Życiorys
Jest synem dziennikarza Włodzimierza Łuszczykiewicza (1940–1994). Zdawał maturę w Stanach Zjednoczonych. Z wykształcenia jest polonistą.
W 2001 wziął udział w pierwszym polskiej produkcji programie telewizyjnym typu reality show Dwa światy. Był również dziennikarzem radiowym i telewizyjnym, scenarzystą i aktorem. W latach 2001–07 pojawiał się gościnnie w sitcomie Świat według Kiepskich, a w 2003 – w serialu Fala zbrodni. Od 2007 pracował w łódzkim oddziale Telewizji Polskiej, gdzie prowadził programy: Dobry Wieczór, Twoje Popołudnie i Strefa Miejska.
Jest autorem tekstów wszystkich piosenek zespołu Video, którego jest wokalistą. Napisał też teksty do utworów artystów, takich jak De Mono, Mafia, Bisquit, Anna Wyszkoni, Mateusz Mijał, Grzegorz Hyży czy Rafał Brzozowski.
W 2013 zaśpiewał gościnnie z Liberem w utworze „Może ktoś ją zna”, która znalazła się na płycie rapera pt. Duety.
Wiosną 2017 był jednym z jurorów programu Idol w telewizji Polsat.

### Życie prywatne
Jego żoną jest Żaneta Łuszczykiewicz, która pełni funkcję menedżerki zespołu Video. Para ma dwie córki: Lilię (ur. 2008) i Kalinę (ur. 10 grudnia 2012).

## Filmografia
- 2003: Fala zbrodni jako Krystian Sarpa (odc. 3)[7]
- 2001, 2002, 2007: Świat według Kiepskich jako Seba (odc. 101); Prut (odc. 117); latynos (odc. 131); młody (odc. 261)[7]